# Léon Tanzi
Pour les articles homonymes, voir Tanzi.
Léon Tanzi né à Paris le 24 mai 1846 et mort à Blida (Algérie) le 26 août 1913, est un peintre et illustrateur français.

## Biographie
Élève à l'Académie Julian à Paris de William Bouguereau (1825-1905), Jules Lefebvre (1834-1912) et Benjamin-Constant (1845-1902), Léon Tanzi travaille dans le Tarn et débute au Salon en 1877 avec des scènes de genre de style orientaliste, des paysages et portraits. Ses sujets féminins relèvent du symbolisme.
Adrien Max le décrit[réf. nécessaire] comme étant un peintre sec et moustachu comme Don Quichotte, gymnasiarque hors-ligne et vélocipédiste primé, il était l'ami de Jules Léotard (1838-1870), l'inventeur du trapèze volant, du peintre Jules Garipuy (1817-1893) et de Marius Cazeneuve (1839-1913), illustre magicien qui en 1886 parvint à subjuguer la reine Ranavalo III.
L'écrivain Maurice Bouchor (1855-1929), frère d'un de ses élèves, lui rend hommage vers 1880 dans ces vers de mirliton :
Tête Brute délicieuse, ô vrai peintre Tanzouille

Toi dont le seul bonheur est de brosser sans fin,

De durcir les biceps, de manger à la faim,

Et de suivre, le soir, quelque svelte grenouille.
Il décora de panneaux muraux l’abbaye de Thélème, cabaret au 1, place Pigalle à Paris avec son ami Henri Pille (1844-1897) en représentant Gargantua ripaillant, ou encore à cheval sur les tours de Notre-Dame. Il fit également le portrait d'Alexis Bouvier, le maître des lieux, tableau exposé dans le premier vestibule. Le mobilier était de style gothique, les peintures dont rien ne subsiste représentaient des scènes érotiques et des ripailles moyenâgeuse.
Il demeure à Paris rue Monsieur le Prince, puis au 18, passage de l'Élysée des Beaux-Arts, enfin au 2, rue Tourlaque.
Il est nommé chevalier de la Légion d'honneur en 1901.
Il meurt à Blida en Algérie le 26 août 1913.

## Œuvres dans les collections publiques et privées
- Paris, musée d'Orsay : Le Soir, 130 × 198 cm.

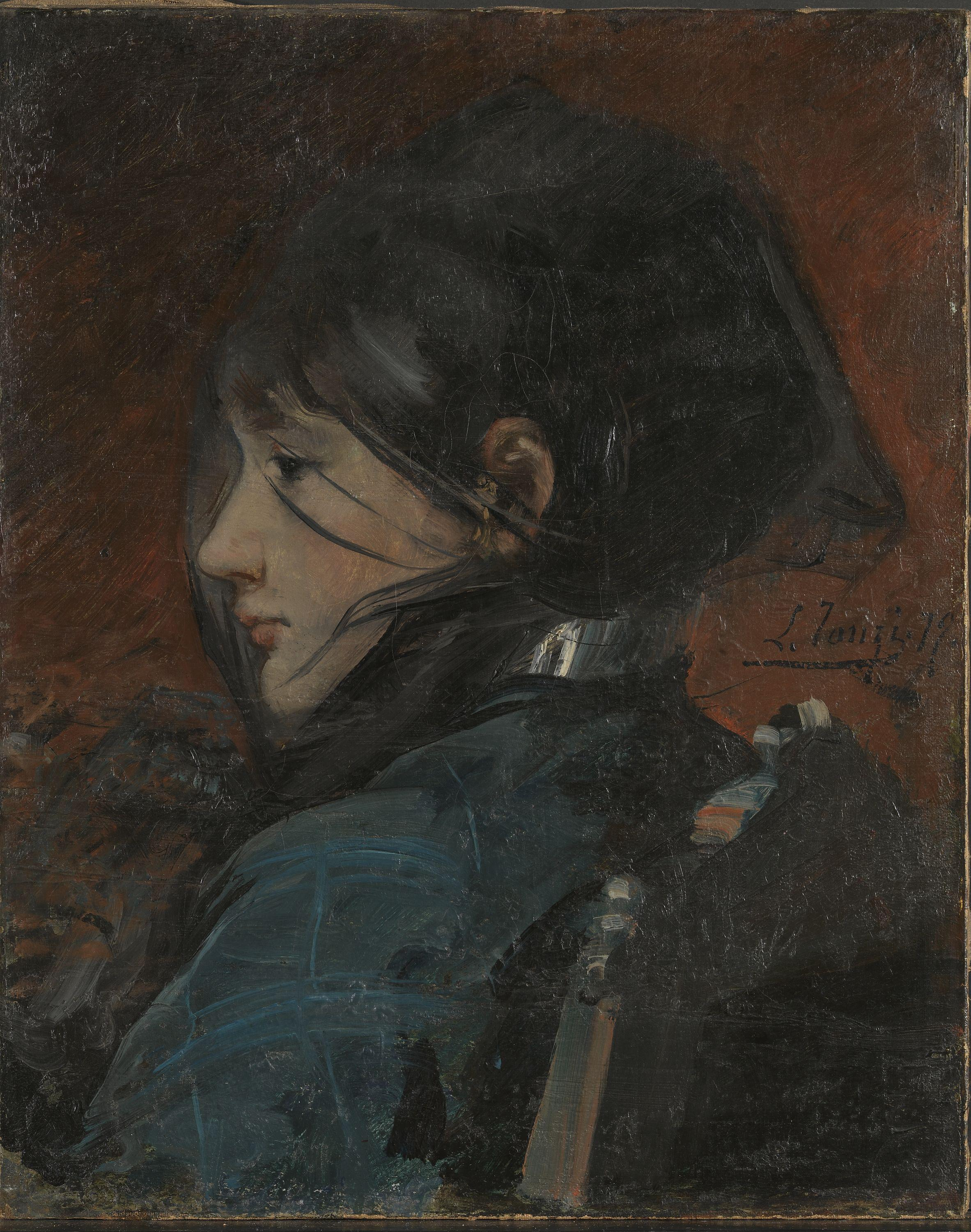
Portrait de femme (1879), Oslo, Musée national de l'art, de l'architecture et du design.

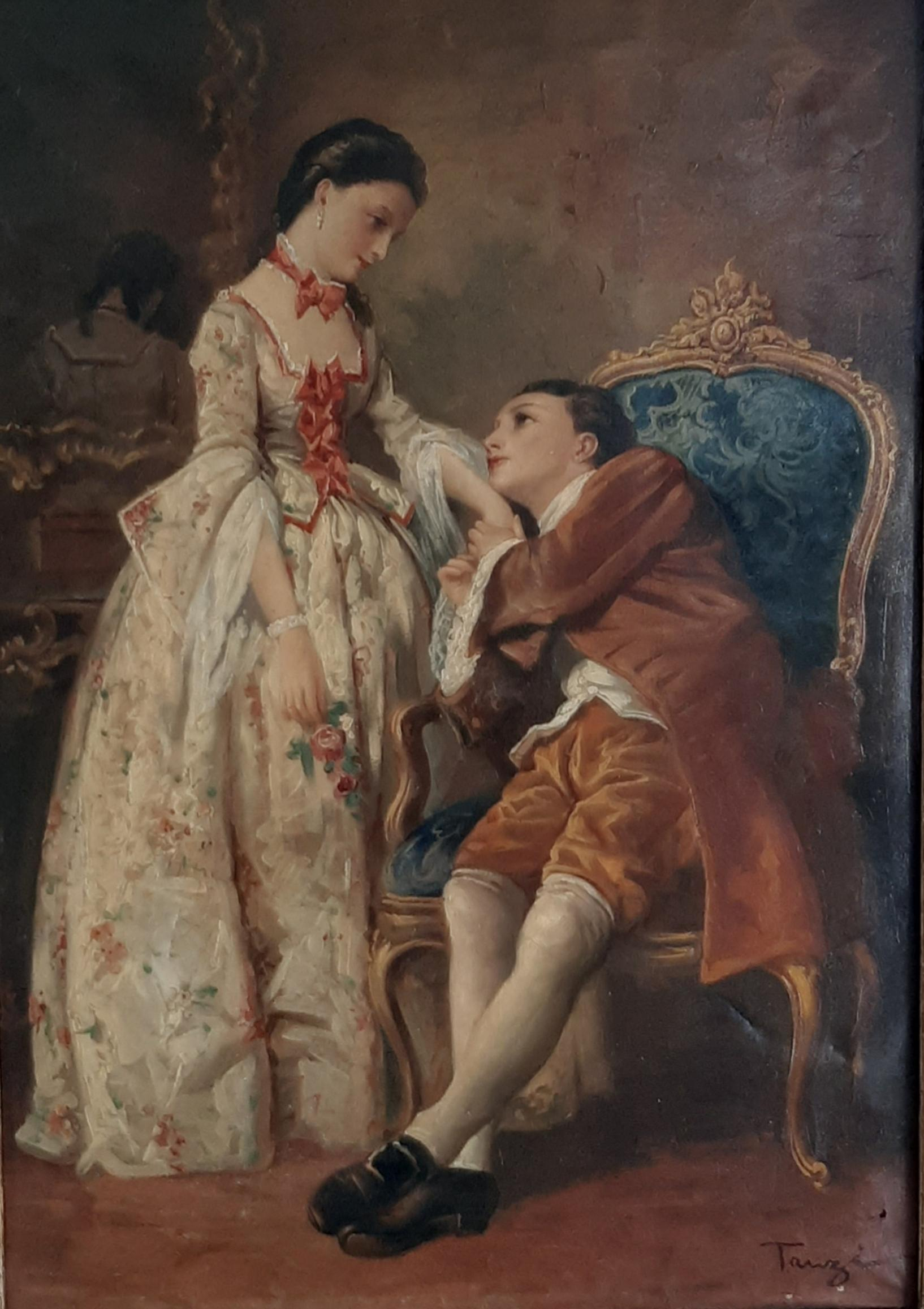
Scène galante, Collection privée E. Canigiani Quarrata (PT) Italie

- Marseille : Vue du Frioul, dépôt du Fonds national d'art contemporain[5].
- Montfort-l'Amaury, Musée Maurice-Ravel Le Belvédère : Portrait de Maurice Ravel enfant, 1886.

## Salons
- Salon de 1877 : Portrait de Paul Bourget.
- Salon des artistes français : 
  - 1886  : obtient une médaille d'honneur ;
  - 1887 : Jean Richepin, portrait ; La Mare de Courtbuisson', médaille de 3e classe ; 
  - 1891 : Ruines du château de Saint-Cloud ;
  - 1893 : Le Printemps au bord de la rivière à Villeneuve L'Étang, huile sur toile, 118 × 168 cm ;
  - 1901 : Paysage d'Algérie ;
  - 1907 : L'oued Nador ;
  - 1910 : L'oued Chiffa ;
  - [date ?] : Gibier à plumes.

## Élèves notables
- Henri Biva (1848-1929)
- Joseph Félix Bouchor (1853-1937)
- René His (1877-1960)